# Herbert Jones
Herbert Jones (14 de mayo de 1940 - 28 de mayo de 1982) fue un militar británico que participó en la Guerra de las Malvinas. Recibió la Cruz Victoria póstumamente.
Cuando murió en la Batalla de Pradera del Ganso, su segundo, el mayor Chris Keeble, tomó el mando del segundo batallón de paracaidistas.
Herbert Jones fue enterrado en Bahía Ajax el 30 de mayo siguiente, cerca de donde cayó. Después de la guerra su cuerpo fue exhumado y enterrado en el Cementerio de Guerra de Playa Azul en Puerto San Carlos el 25 de octubre de ese año.

## Primeros años
Herbert Jones nació en Putney y fue el mayor de los tres hijos del artista estadounidense Herbert Jones (1888-1957) y la enfermera galesa Olwen Pritchard (1902-1990).
Asistió a la escuela preparatoria de Saint Peter en Seaford, Sussex y a Eton College. Se unió al ejército británico a la salida de la escuela. En la graduación de la Real Academia Militar de Sandhurst, el 23 de julio de 1960, fue comisionado en el Devonshire y en el regimiento de Dorset como teniente segundo. Fue ascendido a teniente primero el 23 de enero de 1962, a capitán el 23 de julio de 1966 y a mayor el 31 de diciembre de 1972, en este tiempo él era brigada principal de la tercera brigada de la infantería en Irlanda del Norte. Como tal, fue responsable de los esfuerzos para encontrar al capitán Robert Nairac que había sido secuestrado por el Ejército Republicano Irlandés (IRA). Nairac y Jones se hicieron amigos y, a veces, iba a la casa de Jones para la cena. Después de una búsqueda de cuatro días, la Garda Síochána irlandesa confirmó que Nairac había sido asesinado a tiros en la República de Irlanda el 15 de mayo de 1977, después de haber sido transportado de contrabando por la frontera.
El 13 de diciembre de 1977 Jones fue nombrado miembro de la Orden del Imperio Británico (MBE), por sus servicios en Irlanda del Norte ese año. El 30 de junio de 1979 alcanzó el grado de ascendido a teniente coronel y el 1 de diciembre de 1979, fue trasladado al Regimiento de Paracaidistas.
Durante la Guerra de las Malvinas estuvo al mando del Segundo Batallón de paracaidistas.

## Muerte
El 28 de mayo de 1982, el teniente coronel H. Jones comandaba el 2.º Batallón del Regimiento de Paracadistas en las operaciones sobre las islas Malvinas. Ordenaron al batallón atacar posiciones enemigas y alrededor de los establecimientos de Darwin y Pradera del Ganso.
Este es uno de los episodios más debatidos de la guerra de Malvinas. Según la versión oficial inglesa, Jones observó que un nido de ametralladoras argentino mantenía inmovilizada a la compañía A del mayor Farrar-Hockley y decidió atacarla personalmente para estimular a sus tropas. Dirigió al pelotón comando contra la posición argentina y cayó en el ataque.
La versión oficial del Ejército Argentino es que la sección de fusileros AOR (Aspirante a Oficiales de Reserva) enviada de refuerzo a la Colina de Darwin divisó una columna de paracaidistas y la emboscó, inmovilizándola sobre el terreno. Jones, queriendo demostrar a sus hombres cómo había que combatir, se adelantó sobre una trinchera argentina con intenciones de ultimarla. En ese momento fue divisado a unos 50 m por los soldados conscriptos AOR Jorge Testoni, Guillermo Huircapan (tirador de FAL 7,62) y Jorge Oscar Ledesma (artillero de ametralladora MAG tipo 60-20 7,62), quienes lo abaten en la Colina Darwin. Jorge Oscar Ledesma dijo: "no vio mi ametralladora MAG" Recibió una primera ráfaga y con la mano se tocó la cintura, en lo que se estima fue un intento de arrojar una granada de mano, y entonces recibió una segunda descarga.
En opinión de Jones, «la única manera de dirigir es dirigiendo, desde el frente».
El mando del ataque pasó al segundo jefe del batallón, el mayor Chris Keeble, quien contempló una serie de malas noticias: un helicóptero Westland Scout que se dirigía a evacuar al jefe inglés fue abatido por un Pucará argentino cerca de Camilla Creek House; habían sido muertos o heridos cuatro jefes de pelotón; y luego, el avance sobre Darwin Hill se había vuelto a detener. La victoria esperada estaba muy lejos, a lo que Keeble exclamó: “¿Cómo diablos capturo Goose Green?”.
Herbert Jones fue condecorado con la cruz Victoria por el gobierno de Gran Bretaña.

## Críticas
Pocos historiadores británicos han puesto en duda las decisiones estratégicas de Jones. Por ejemplo, el exoficial de AT PARA y teórico militar Spencer Fitz-Gibbon escribió en 1995 que: 

A pesar de su indudable valor, H. Jones hizo más en impedir que en ayudar a dos PARA, perdiendo de vista el panorama general de la batalla; y de no permitir que sus comandantes de subunidades ejercieran el mando, antes de su dramática pretensión de querer llevar la Compañía "A" hacia adelante desde la posición en la que se habían empantanado

## Su medalla
Su cruz Victoria reposa en el  National Army Museum, de  Chelsea, Londres.

## Memoriales

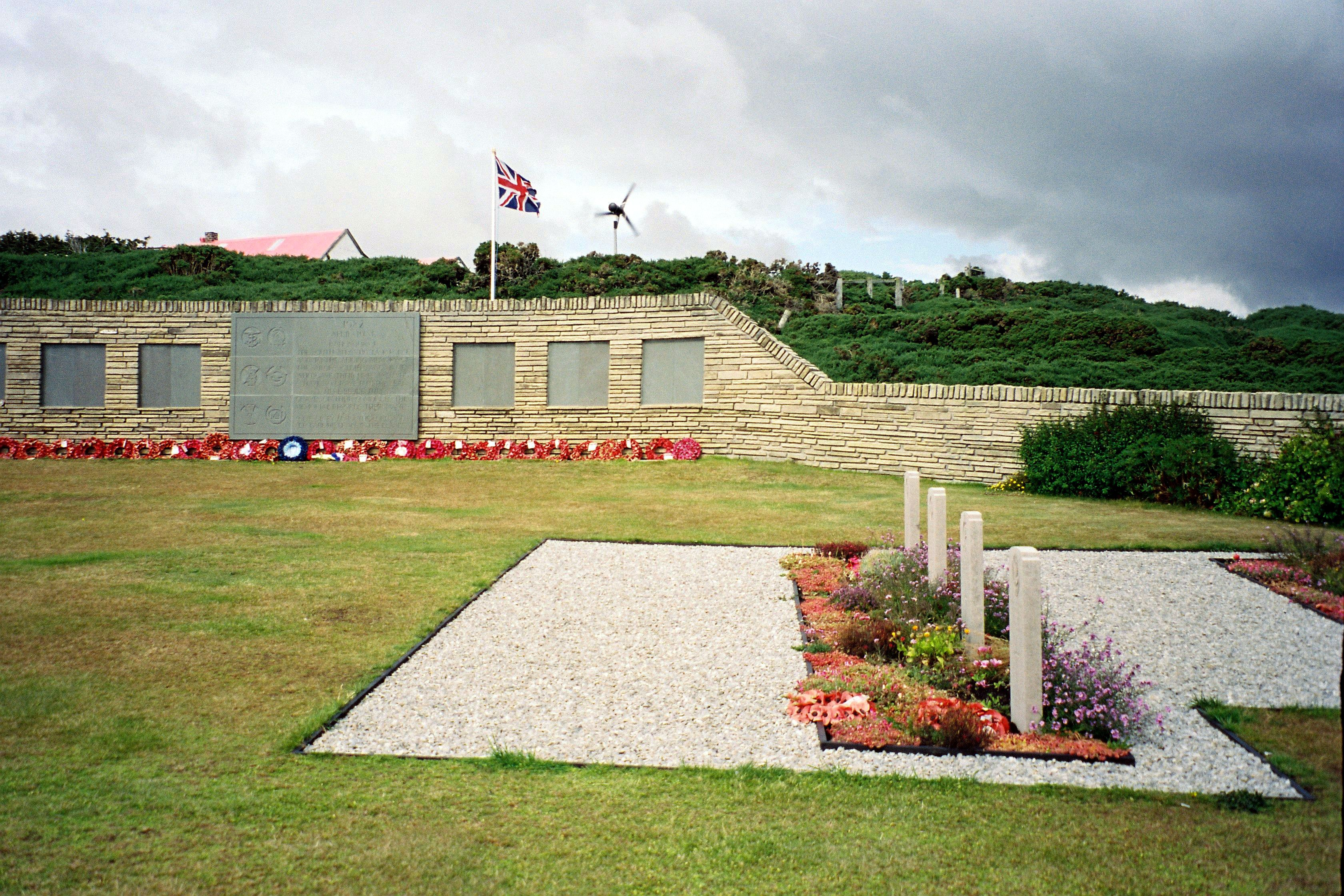
Cementerio Blue Beach

Jones posee una lápida en el Cementerio de Playa Azul, con las insignias del Regimiento de Paracaidistas. La leyenda expresa: 

"Ya no es el comienzo, sino la continuación de lo mismo hasta el fin."

Una piedra memorial de todos los caídos en el escenario del combate, cerca de Darwin, tiene su nombre. Y su nombre también se encuentra en el  "South Atlantic Task Force Memorial" en la Catedral de San Pablo de Londres,  y en el "Parachute Regiment Memorial" en los Cuarteles centrales de Aldershot; otro memorial en  Eton College  y una placa en los senderos de Kingswear, Devon. Además un memorial en la "St Peter's School",  en el Museo de Seaford. Además la "Casa Pública 'Coronel H'"  en Great Yarmouth, Norfolk se nombró en su honor.

## Familia
Su viuda, Sara, fue designada Comandante de la Orden del Imperio Británico (CBE) por su obra de caridad (se involucró con esas actividades relacionadas con las Fuerzas Armadas) y desde 2003 es  Tte. Diputada de Wiltshire. Dos de sus hijos, Tte. Coronel Rupert Jones MBE y David Jones han servido como oficiales de infantería en Devon y en Dorset (hoy en el regimiento The Rifles). Rupert ha sido designado MBE en 2001 Queen's Birthday Honours.